# Дидимотихон (дим)
Дидимо́тихон (греч. Δήμος Διδυμοτείχου) — община (дим) на северо-востоке Греции. Входит в периферийную единицу Эврос в периферии Восточная Македония и Фракия. Население 19 493 жителя по переписи 2011 года. Площадь 565,372 квадратного километра. Плотность 34,48 человека на квадратный километр. Административный центр общины — Дидимотихон. Димархом на местных выборах 2014 года избран Параскевас Пацуридис (Παρασκευάς Πατσουρίδης).
Сообщество Дидимотихон создано в 1924 году (ΦΕΚ 194Α), община Дидимотихон — в 1924 году (ΦΕΚ 234Α). В 2010 году (ΦΕΚ 87Α) по программе «Калликратис» к общине Дидимотихон присоединена упразднённая община Метаксадес.

## Административное деление

Административное деление общины:
1 — Дидимотихон
2 — Метаксадес

Община (дим) Дидимотихон делится на 2 общинные единицы.